# Veronica jovellanoides
Veronica jovellanoides är en grobladsväxtart som beskrevs av Garn.-jones och de Lange. Veronica jovellanoides ingår i släktet veronikor, och familjen grobladsväxter. Inga underarter finns listade i Catalogue of Life.